# 小野市消防本部
小野市消防本部（おのししょうぼうほんぶ）は、兵庫県小野市の消防部局（消防本部）。管轄区域は小野市中部3分の1。

## 概要
- 消防本部：小野市王子町806-1
- 管内面積：92.92km2
- 職員定数：69人
- 消防署1カ所、分署2カ所
- 主力機械（2023年4月1日現在）
  - ポンプ積載車自動車：1
  - 水槽付消防ポンプ自動車：2
  - はしご付消防自動車：1
  - 化学消防自動車：1
  - 高規格救急自動車：4
  - 救助工作車：1
  - 指揮車：1
  - 資機材搬送車：2
  - 小型動力ポンプ付水槽車：1
  - 広報車：2
  - 査察車：1

## 沿革
1965年 4月1日　小野市消防本部小野市消防署を設置。
1966年12月　救急自動車を配備し、救急業務を開始。
1971年 4月　化学消防自動車を配備。
1971年 6月　消防本部・消防署庁舎を新築し移転。
1984年 3月　屈折はしご付消防自動車を配備。
1992年 4月1日　南分署を開設。
1995年 12月　救助工作車を配備。
1996年 12月　高規格救急自動車を配備。
2018年 4月8日    北分署を設立。

## 組織
- 本部－総務課、予防課、救急課、消防課
- 消防署－消防課、救急課